# Tugdual (prénom)
Pour les articles homonymes, voir Tugdual.
Tugdual est un prénom masculin breton. Nom issu du breton tud (peuple) et du vieux breton uual (gwal) (valeur).
Il fait référence à saint Tugdual de Tréguier, fêté le 30 novembre.
Il a pour variantes masculines Tual, Tudal, Tudel, Tudual, Tudwal, Tugal et Tuzal et féminines Tuala, Tualenn, Tudala et Tudalenn.